# IC 1319
IC 1319 је спирална галаксија у сазвјежђу Јарац која се налази на листи објеката дубоког неба у Индекс каталогу.
Деклинација објекта је - 18° 30' 15" а ректасцензија 20h 26m 1,2s. Привидна величина (магнитуда) објекта IC 1319 износи 14,1 а фотографска магнитуда 14,9. IC 1319 је још познат и под ознакама ESO 596-37, MCG -3-52-7, IRAS 20231-1840, PGC 64675.